# Свети Антоний (Потос)
Вижте пояснителната страница за други значения на Свети Антоний.
„Свети Антоний“ (на гръцки: Ιερός Ναός Αγίου Αντωνίου) е възрожденска православна църква в село Потос на остров Тасос, Егейска Македония, Гърция, част от Филипийската, Неаполска и Тасоска епархия на Вселенската патриаршия.
Църквата е разположена а едноименния хълм южно от селото. Изградена е в 1851 година. Изгаря в 1985 година, след което е реставрирана.
В архитектурно отношение е еднокорабен храм. След пожара, покривът му е заменен със скосена стоманобетонна плоча. Църквата има външни размери 4,80 m на 5,97 m, максимална височина 3,00 m дебелина на стената 0,67 m. Площта е 28,66 m2. Подът се понижава с една стъпка, а осветлението е чрез прозорец.
Иконостасът е дъсчен. Царските икони са малки – след северната врата е „Свети Антоний“, „Света Богородица“, „Исус Вседържител“ след царските двери и „Свети Николай“. Светилището е широко 1,13 m. Олтарът е вграден в апсидата. Тази източна част на църквата е от византийско време и е сходна със „Свети Георги“ в Мариес. В апсидата няма осветителна ниша. Другите две ниши са правоъгълни. В района са запазени много архитектурни елементи от раннохристиянски храм, част от тях вградени в зидарията на църквата. В зидарията се използвани и антични тухли. На 300 m на югоизток от хълма има остатъци от друга поствизантийска църква, в която също са използвани антични архитектурни елементи и надписи.